# 珠海中心大厦
珠海中心大厦（英文：Zhuhai Tower / Zhuhai St. Regis Hotel & Office Tower），是由珠海市營企業华发集团投资建设的超高层塔楼，位于广东省珠海市十字门中央商务区湾仔片区内，与澳门观光塔及珠海横琴新区隔海相望，毗邻珠海国际会展中心、珠海喜来登酒店，建筑高度328.8米（使用楼层高度为308.8米），目前为珠海及澳门地区第二高楼。
珠海中心大厦整体造型由一个等腰三角形不断旋转变化而成，40多家国际团队联合参与了大厦设计工作，概念设计部分来自RMJM（罗麦庄马），室内设计由Wilson Associates（威尔逊室内设计）完成，园林景观设计由Burega farnell studio负责。大厦主体结构为钢筋混凝土框架-核心筒结构，总建筑面积14.68万平方米，其中甲级写字楼总建筑面积约8.66万平方米，最大单层建筑面积约2500平方米。2021年，获得2020-2021年度中国建设工程鲁班奖（国家优质工程）。

## 楼层布局
大厦建筑面积14.7万平方米，分为地下2层及地上65层，并设有8、16、35、51层四层避难层。其中，首层为入口大堂，2-34层为国际标准甲级写字楼办公区，拥有270度全海景的开阔视野；35-65层为喜达屋集团旗下的高端酒店品牌——珠海瑞吉酒店，设有250间豪华客房及套房。
珠海中心大厦亦作为珠澳两地合作的“澳门产业多元十字门中央商务区服务基地”首期平台，28楼、29楼为“澳门青年创新创业专区”、“澳门青年实习交流专区”。

## 历史
2011年4月，珠海中心大厦开始基坑开挖工作。
2011年6月，大厦正式动工，最高峰时有逾千人同步施工，多工种立体交叉作业。
2015年12月18日，珠海中心大厦主体结构正式封顶，在主体结构上一度刷新珠澳第一高楼记录。

## 交通
- 公交：国际会展中心站
- 广珠城轨：十字门站